# IT-aardingssysteem
Een IT-aardingssysteem is een type aardingssysteem.  IT-aarding (Frans: Isolé Terre) betreft isolatie in het verdeelnet, en aarding bij de verbruiker.  IT-aardingssystemen worden gebruikt wanneer continuïteit van de installatie vereist is, bijvoorbeeld bij gevoelige productieprocessen of in operatiezalen.
Wanneer er een aardfout (isolatiefout) optreedt zal de foutstroom klein blijven door de hoge impedantie tussen het verdeelnet en de aarde. Omdat bij een eerste isolatiefout de contactspanning beneden de veiligheidsspanning (50 V) blijft is het niet nodig de installatie af te schakelen (continuïteit van de installatie).  Een tweede isolatiefout op een andere fase zou een kortsluiting kunnen veroorzaken. Daarom moet, direct na het ontstaan van de eerste fout, via een detectie- en alarmsysteem onmiddellijk werk gemaakt worden van de foutlokalisatie. De productie blijft hierdoor verzekerd. Wel moet er tijdens een niet-productieve periode (nachtploeg) de aardfout hersteld worden.
In de scheepvaart is dit systeem verplicht, omdat hier bedrijfszekerheid belangrijker wordt geacht dan veiligheid.
Nadelen zijn:
- Permanente isolatiecontrole nodig
- Bevoegd personeel vereist.